# Банат
Банат (рум. Banatul, мађ. Bánság) је географска и историјска област између Карпатских планина на истоку и речних токова Мориша, Тисе и Дунава на северу, западу и југу. Према географским одликама, дели се на Доњи Банат (такође познат и као Равни Банат) који обухвата западни (равничарски) део области и Горњи Банат који обухвата источни (планински) део области, укључујући и Банатске планине. Према државној припадности, Банат је подељен између Србије, Румуније и Мађарске, па се по томе разликују Српски Банат, Румунски Банат и Мађарски Банат. Историјска престоница Баната је Темишвар, који се данас налази у Румунији.
Српски део Баната је према административној подели већим делом лоциран у Аутономној Покрајини Војводини, док крајњи југозападни део припада Граду Београду. На територији Војводине, Банат је административно подељен на три округа: Севернобанатски, Средњобанатски и Јужнобанатски. Највећи град српског Баната је Панчево.

## Назив
Банат је добио име свођењем назива бивше хабзбуршке покрајине Тамишки Банат (18. век) на њен други део, који се односио на банат као област под управом бана (бановина). Пошто хабзбуршким Тамишким Банатом нису управљали банови, сама банатска одредница је у називу те покрајине имала само симболичко значење, изведено из старијег управног уређења на тим просторима. У претходном периоду, током 16. и 17. века, у источном делу те области постојао је Лугошко-карансебешки банат, којим су управљали банови, тако да се назив за област под њиховом управом (лат. banatus) временом проширио, обухвативши и околно подручје. Током 18. века, назив за Тамишки Банат, односно Темишварски Банат усталио се у свом пуном територијалном опсегу, а временом је путем поједностављивања сведен на именицу Банат.
Током старије историје, за простор у захвату Мориша, Тисе и Дунава употребљавани су разни називи, према тадашњим управним јединицама (жупанијама) на том подручју. Током позног средњовековног раздобља, за време угарске власти, тај простор је описно означаван и као Тамишка област (мађ. Temesköz), док је за време османске власти читава област била организована као Темишварски пашалук. Иако је том пашалуку 1658. године прикључено и подручје дотадашњег Лугошко-карансебешког баната, који је тиме престао да постоји, сама банатска одредница се ипак одржала у политичкој терминологији, тако да се након протеривања османске власти (1716) нашла у називу за новостворену хабзбуршку покрајину, која је прозвана Тамишки Банат, односно Темишварски Банат.

## Географија

### Српски Банат
У Србији, географско подручје Баната је подељено између 4 округа:
- Севернобанатски округ, обухвата град Кикинду, Чоку, Нови Кнежевац, Кањижу, Сенту и Аду, с тим да се три последње општине географски не налазе у Банату, већ у Бачкој.
- Средњобанатски округ, обухвата град Зрењанин и општине Нови Бечеј, Нову Црњу, Житиште и Сечањ.
- Јужнобанатски округ, обухвата градове Панчево и Вршац и општине Опово, Ковин, Ковачицу, Алибунар, Белу Цркву и Пландиште.
- Подручје Града Београда, у чијем се саставу налази Општина Палилула, припада југозападном делу српског Баната (подручје познато као Панчевачки рит).

Српски Банат је већим делом у саставу Војводине, а ограничен је токовима Тисе на западу, Дунава на југу, српско-мађарске границе на северу и српско-румунске на истоку. Рељеф Баната је монотон изузев неколико морфолошких целина:
1. Вршачке планине (641 м.н.в.), укључују Гудурички врх, највишу коту Војводине. Оне су најстарији део Српског Баната. Припадају Панонидима и представљају заостали део панонске масе на површини. Вршачке планине представљају тип хорст планине која је у средишњем делу изграђена од гнајса (кристаласти шкриљци) који су пробијени гранитима. Њихов обод прекривен је неогеним језерским седиментима, песковима и глинама.
2. Белоцркванска котлина, налази се јужно од Вршца и формирана је крајем неогена.
3. Источнобанатска утолеглица, пружа се северно од Вршца, све до Темишвара, представља плитку потолину спуштену дуж раседа на чијим су се вишим странама почели формирати први пешчани акумулативни облици, претеча је данашње Делиблатске пешчаре.

1. Делиблатска (Велика) пешчара, представља једну од највећих европских пешчаних акумулација са површином од 300 km². Акумулација песка почела је у време млађе ришке глацијације, након ишчезавања Панонског мора (у то време језера) и успостављања тока Дунава у низији. Као препрека за навејавање песка послужила је Банатска греда. Изглед пешчаре није ни налик пустињским пејзажима како их иначе неупућени замишљају. Пешчара је култивисана, пошумљена, те јој је песак умртвљен како га не би ветар разносио и на тај начин мењао рељеф. Банатска пешчара се налази у југоисточном Банату, протеже се од југоистока ка северозападу скоро 60 km, а омеђена је алувијалним равнима Дунава на југоистоку и Тамиша на северозападу, као и насељима Делиблато, Мраморак, Дубовац и Алибунар. Њена ширина износи 22 km. Надморске висине пешчаре варирају између 120 и 240 м.н.в. Она се снижава од југоистока ка северозападу јер снага Кошаве слаби према Бачкој и Срему. Пешчара у ужем смислу има дужину од 38 km и ширину од 11 km. Карактерише је брежуљкаст рељеф са динама и међудинским утолеглицама. Правац дина поклапа се са правцем пружања пешчаре. Највиша дина пење се до 194 m надморске висине. Издувне долинице настале су деловањем Кошаве а јављају се по дну интерколинских удубљења. Песак пешчаре је доста чист а састоји се од кварцевитих и лискуновитих зрнаца. О пореклу песка пешчаре постоје различита мишљења. Јован Цвијић је сматрао да је песак издуван и донет из дунавског наноса пред улазом у Ђердапску клисуру. Са друге стране, Б. Ж. Милојевић био је мишљења да песак потиче од плавина карпатских река на њиховом преласку у Панонску низију.[3]
2. Банатска лесна зараван, опкољава Банатску пешчару и представља акумулацију лесне прашине, ситнијег и финијег материјала од песка, који је услед мање тежине, ношен даље од песка пешчаре и таложен тамо где је слабила транспортна моћ ветра.

#### Београдски Банат
Цела површина Баната која припада Граду Београду је део градске општине Палилула. Некад се за банатски Београд користи термин „Лева обала (Дунава)”. То је једини део Београда који географски није на Балканском полуострву, већ у Средишњој Европи. Она су припојена Београду у првој половини 20. столећа. С друге стране, СПЦ је остала на старој административној подели подели тако да све цркве и богомоље СПЦ која се налазе у београдскоме Банату припадају Епархији банатској. Банатско-војвођанска насеља која припадају Београду су позната као „хранилиште Београда” јер је у том делу стациониран ПКБ (данас Ал Дахра) и остале компаније које чине срж прехрамбене индустрије у главноме граду Србије.
Средишња Европа, којој географски припада цела лева обала Дунава (дакле, и цела Војводина и Панонска низија), спаја се са Балканским полуострвом путем Панчевачкога моста који спаја леву и десну обалу Палилуле самим тим спајају два велика европска региона — Средишњу Европу и Балканско полуострво — једни са другим.

### Румунски Банат
Географско подручје румунског Баната административно је подељено између жупанија Тамиш, Караш-Северин, Арад и Мехединци.

### Мађарски Банат
Мађарски део Баната административно припада жупанији Чонград.

## Клима
Банат се одликује панонском степско-континенталном климом. Јужни Банат је топлији од северне половине овог краја. Температуре премашују 40 °C, док у Банатској пешчари достижу чак и 60 °C због загревања песка.
У југоисточном Банату пада годишње око 700 mm талога, а у северозападном Банату нешто мање (600–670 mm). Пешчара прима највише талога (око 550 mm годишње), те је сува.
У летњој половини године у Банату дувају северозападни и западни ветрови, а зими југоисточни ветар. Кошава је најчешћи и најјачи ветар и највише се осећа у јужном делу регије, између Дунава и Тамиша.

## Воде
С обзиром на ниско и недисецирано земљиште, у Банату се јавља релативно већи број водотока. Поред Дунава и Тисе, највеће банатске реке су: Тамиш, Златица, Караш, Брзава (каналисана) и Нера.

##### Тамиш
Дугачак је 440 km, и извире у Румунији, а у нашу земљу улази код Јаше Томића. На делу који пролази кроз нашу земљу дужина му износи 123 km. Тамиш јаче меандрира и разлива се. У Дунав утиче на неколико места под разним именима. Регулисан је и испред ушћа у Дунав је плован.
Овај ток пресеца лесне наслаге Тамишког лесног платоа, изградио је долинску раван, силази у алувијалну раван Дунава код Баранде и до ушћа тече поред одсека лесне терасе. Кроз Банат протиче и доња Брзава (168 km), лева притока Тамиша. Брзава утиче у Тамиш код Ботоша и каналисана је.

##### Бегеј
Дугачак је 254 km и лева је притока Тисе, у коју се улива код Титела. Бегеј извире у Румунији, у Банатским планинама. Услед малих падова и јако колебљивог водостаја, Бегеј се раније јаче разливао по банатској равници. Стога је поред природног тока (Старог Бегеја) изграђен канал (Нови Бегеј) дужине 114 km. Он се пружа до Темишвара, а дужина у нашој земљи му износи 75 km. Крај Бегејског канала лежи највећи град Баната - Зрењанин. Бегеј је до Зрењанина усекао корито у лесној тераси, а низводно од овог града до ушћа користи старо корито Тисе.
Бегеј даје Тиси просечно 50 m³ воде у секунди.

##### Златица
Дугачка је 117 km и долази из Румуније као Аранка, а у Тису утиче код Аде и Падеја.

##### Караш
Само доњим током тече кроз крајњи југоисточни део Баната, и, према Раму, утиче у Дунав. Још краћу дужину на нашој територији има Нера, која је гранична река према Румунији у дужини од 27 km. Обе реке извиру у Румунији.

### Језера
Некада је у Банату постојало много језера, бара и мочвара који су исушени мелиорацијама изведеним крајем 18. века и почетком 19. века. Већих језера има само јужно од Зрењанина. Она су претворена у рибњаке. Постоји неколико речних језера поред Тисе и Дунава. Рибњаци Ечке обухватају неколико већих и више мањих језера, међу којима је највеће Бело језеро. Код Русанде налази се блатно језеро Русанда (1,2 km²) дубоко само 0,5 до 1,5 m, дугачко 4 km са дном покривеним муљем дебљине 1 m.
Вађењем шљунка на неколико места у Банату створена су већа удубљења у којима су изданске воде образовале вештачка језера. Код Вршца се налази више оваквих вештачких језера. Вршачко језеро је дугачко 900 m, широко око 300 m и дубоко 6 m. Код Беле Цркве налази се мало вештачко језеро у некадашњој шљункари.
Северно од Банатске пешчаре простире се велика Алибунарска мочвара. После већих киша, нарочито када порасте ниво у Тамишу и зајази отицање Моравице, цела мочвара бива поплављена.

## Историја

### Рана историја
Индоевропски народи населили су територију данашњег Баната у три миграциона таласа који се датирају у 4200, 3300. и 2800. годину пре нове ере. Пре римског освајања у другом веку нове ере, територију данашњег Баната су насељавали индо-европски народи трачког (Агатирзи, Гети, Дачани) и келтског (Боји, Ерависци) порекла. Трачки народи се помињу у Банату од шестог века пре нове ере, а Келти од трећег века пре нове ере. Средином првог века пре нове ере, дошло је до велике битке између Келта и Дачана, које је предводио Буребиста. Битка се одиграла на доњој Тиси, а поражени Келти су, после битке, напустили ове крајеве. По трачким Дачанима названа је каснија римска провинција Дакија.
Почетком другог века нове ере, за време владавине цара Трајана (98—117), већи део Дакије покорили су Римљани. У освојеним областима основали су провинцију Дакију Феликс (Dacia Felix) која је обухватала и подручје данашњег Баната. За време владавине цара Хадријана (117—138) спроведена је реоганизација провинцијске управе. Подручје данашњег Баната је тада припало провинцији Горњој Дакији (Dacia Superior) која је по свом главном граду Апулуму називана и Dacia Apulensis. Услед све већих притисака од стране разних варварских народа, Римљани су били приморани да напусте своје дачке провинције за време владавине цара Аурелијана (270—275). Тада је напуштено и подручје данашњег Баната у којем су Римљани задржали само неколико истурених предстража на самој левој обали Дунава.
Након одласка Римљана, на подручју данашњег Баната су се смењивали разни народи, од којих су најпознатији ирански Сармати и германски Готи. Од сарматских племена која су становала на овом подручју, познати су Јазиги, Роксолани и Лимиганти. Око 370. године, Готи су покорили Јазиге, којима се касније, у време хунског освајања, губи сваки траг. Пошто су 375. године упали у Европу, Хуни освајају готску државу и заузимају Банат, стављајући под своју власт племена Гота и Сармата. Спасавајући се пред Хунима, један део Гота, до тада насељених по северном Банату, пробио се преко Дунава и населио у Тракији.
Након смрти хунског вође Атиле (453), антихунска коалиција германских народа предвођена Гепидима и њиховим краљем Ардорихом, срушила је моћ хунске државе у одлучујућој бици на реци Недао (454) за коју се претпоставља да се одиграла на подручју Баната. Преживели хунски ратници нашли су тада спас у бекству према обалама Црног мора. После победе над Хунима, Гепиди на овом подручју успостављају своју државу која је у почетку обухватала Банат и Трансилванију, а касније такође Бачку и Срем.
Гепиди су владали Банатом све до 567. године, када се са истока појављују Авари, који су у савезу са Лангобардима поразили Гепиде и освојили Банат, а затим и читаву Панонију. Франци су 796. године нанели велики пораз Аварима, када је италијански краљ Пипин, син франачког краља Карла Великог, продро до аварске престонице на Тиси и успео да савлада отпор Авара и заплени непроцењиво аварско благо, које су они довлачили са својих пљачкашких похода. У 8. или 9. веку помињу се жупани Бујла и Бута-ул, за које се претпоставља да су као аварски или прото-бугарски великаши владали у областима Баната и Бачке.
- Индоевропски народи у Банату у античко доба
- Банат у саставу римске провинције Дакије
- Претпостављени опсег земаља у којима су у 8. или 9. веку владали жупани Бујла и Бута-ул
- Банат под влашћу Бугара и Саланова кнежевина у Бачкој

### Досељавање Словена
Словенска племена су населила територију данашњег Баната током 6. и 7. века, пре преласка Дунава и Саве и насељавања на Балканско полуострво (Словени се на територији Баната први пут појављују у 4. веку, док се прва масовнија насељавања дешавају почетком 6. века). Преци ових Словена првобитно су живели негде између Хуна и Гепида, а после пада гепидске државе, кренули су са Аварима према западу и југу. Међу овом словенском масом налазили су се у највећем броју преци данашњих Срба, који су, користећи слабост Византије, до 8. века постепено населили Балканско полуострво. На подручју данашњег Баната живела су Словенска племена Бодрићи (Бодричи), Северани, Браничевци и Тимочани.
У 9. веку, после пропасти Авара, јављају се и први облици словенске државности на овом подручју. Прве словенске државе које су управљале територијом данашњег Баната биле су Бугарско царство и Велика Моравска. По запису Мађарске историјске хронике Геста Хунгарорум (Gesta Hungarorum), за време бугарске управе (9. век), територијом Баната је владао војвода Глад, који је био вазал бугарског цара Симеона. Гладов потомак је био банатски војвода Ахтум, последњи владар који се супротставио успостављању непосредне власти Угарског краљевства у 11. веку. Ахтум је био православни хришћанин.
- Словени у Банату у 6. веку
- Словени у Банату од 6. до 10. века
- Гладова кнежевина у Банату у 9. веку
- Ахтумова кнежевина у Банату почетком 11. века

### Угарска управа
Оснивањем Краљевине Угарске, Банат око 1028. године, потпада под угарску власт. Становништво средњовековне Угарске било је етнички мешовито и укључивало је: Кезуне, Мађаре, Словене, Кумане, Сасе, Секеље, Јасе, Влахе, итд. Мађари су у почетку чинили владајући слој угарског друштва, док су кметови били углавном Словени. У тринаестом веку, на подручју данашњег Баната налазиле су се следеће угарске жупаније: ковинска, крашовска, тамишка и чанадска.
Иако су Срби на територији Баната били део староседелачког словенског становништва, већи број Срба почиње да се насељава на ово подручје почевши од четрнаестог века. Непосредно пред османско освајање ових простора, Срби су чинили знатан део становништва данашњег Баната. У првој половини петнаестог века, неки градови и места на територији данашњег Баната били су у поседу српских деспота Стефана Лазаревића и Ђурђа Бранковића. У поседу Стефана Лазаревића била су места Бечеј (данас Нови Бечеј) и Велики Бечкерек (данас Зрењанин). Ова места су такође била у поседу Ђурђа Бранковића, који је, поред наведених градова, у поседу имао и места Перлек, Арач, Вршац, итд.
Срби су као већинско становништво у Банату били активни чинилац у унутрашњим дешавањима Угарске краљевине. Њихово примање хришћанства започиње у 10. веку крштењем војводе Ахтума по грчко-византијском обреду, а већ у наредном веку јављају се први отпори и буне против покушаја латинизације. Масовнија насељавања Срба са југа у ове крајеве почела су још у време краља Лудовика I (1356. године), а наставила се после битке на Косову и у време владавине деспота Стефана Лазаревића и Ђурђа Бранковића, као и после пада Смедерева (1459. године). Као последица турских освајања, мађарски етнички елемент брзо је ишчезао са подручја Баната, а на њихово место населили су се Срби. Присуство већинског српског становништва на овом подручју, разлог су што се у многим историјским изворима и мапама насталим између петнаестог и осамнаестог века територија данашњег Баната помиње под именом Расција (Рашка, Србија) и Мала Рашка (Мала Србија).
- Главни поседи српских деспота у јужној Угарској
- Опсег власти српског цара Јована Ненада (1526–1527)
- Етничко подручје Срба и осталих Јужних Словена у Подунављу између 16. и 18. века

### Јован Ненад и Петар Петровић
Убрзо после Мохачке битке (1526. године) и војног пораза који је Угарској нанело Османско царство, на историјску сцену излази самозвани српски цар, Јован Ненад. Уз помоћ војске првобитно састављене од српских плаћеника, Јован Ненад успоставља своју власт у Бачкој, северном Банату и делу Срема и ствара једну пролазну независну државу, чији је главни град била Суботица.
На врхунцу моћи, Јован Ненад се у Суботици крунисао за српског цара. Ова српска држава била је кратког века. Угарски племићи су се удружили против Јована Ненада и поразили његову војску у лето 1527. године, а цар Јован Ненад је убијен. Током времена, цар Јован Ненад је постао легендарна фигура за Србе. Многи историчари га сматрају зачетником данашње Војводине, а у Суботици му је подигнут споменик са натписом: „Твоја је мисао победила“ (ово се тумачи као мисао српске самосталности у данашњој Војводини у односу на Угарску/Мађарску). После пропасти цареве државе, Бачка и делови Баната којима је управљао долазе за кратко време поново под угарску управу, да би убрзо дошли под директну османску управу.
Већ током прве половине 16. века, банатски простори били су по етничком саставу претежно српски, услед чега су османске власти, чак и пре коначног освајања, читаво то подручје на којем је потом основан Темишварски пашалук означавале као Српски вилајет (тур. Sırf Vilâyeti). Том специфичном облашћу, која је у периоду од 1541. до 1551. године била угарско-османски кондоминијум, управљао је носилац султановог берата и тамишки велики жупан Петар Петровић, угарски племић српске народоости и један од старатеља малолетног угарског краља Јована II.

### Османска управа
Од 1552. до 1716. године, Банат је био под турском. Већ приликом освајања Темишвара (1552) створен је Темишварски пашалук који је био подељен на санџаке, а санџаци на нахије. Банат је за Турке освојио муслимански Србин Мехмед паша Соколовић, а у његовој војсци било је тада 8.000 јаничара и 100.000 акинџија, међу којима и 20.000 Срба. Уочи похода, Мехмед паша Соколовић је издао проглас Србима у Банату, написан ћирилицом на српском језику, којим је Србима обећао повластице, знатна ослобођења од намета и пореза и пуну заштиту имовине и живота.
Око половине 16. века западни (равни) Банат био је етнички доминантно српски, а источни (планински) Банат доминантно румунски. Срби су претежно живели у селима, док је градове настањивало етнички и верски мешовито становништво, које је укључивало Србе, муслимане (Турци, исламизовани Срби, Арапи),Роме, Грке, Цинцаре, Јевреје и друге. Бечкерек (данашњи Зрењанин) био је тада једно од најзначајнијих насеља у Банату, а због заслуга које су му локални бечкеречки Срби учинили приликом освајања Баната, Мехмед паша Соколовић претворио је овај град у своју задужбину (вакуф), а његове становнике ослободио од свих војних намета.
После обнове Српске патријаршије 1557. године, која је издејствована заслугом српског патријарха Макарија I, православни Срби са подручја данашњег Баната потпали су под њену јурисдикцију. Српски патријарси су тада носили наслов: "патријарх Срба, Бугара, поморских и северних страна", а помен северних страна односио се на све области северно од Саве и Дунава, укључујући и Банат. За време турске власти, на ширем простору Баната су деловале разне српске епархије, које су повремено спајане или раздвајане, а међу њима се помињу: Вршачка, Темишварска, Липовска, Чанадска, Бечкеречка, Панчевачка и друге.
У другој половини 16. века, источни део данашњег Баната налазио се под врховном влашћу Кнежевине Трансилваније, која је на овом подручју организовала посебну покраничну област познату као Лугошка и карансебешка бановина.
На почетку Дугог рата (1593—1606) на подручју Баната дошло је до покрета православних Срба против турске власти. Истакнуту улогу у великом народном устанку одиграо је вршачки владика Теодор, који је 1594. године учествовао у преговорима између српских устаника и власти у суседној Трансилванији. Турци су се осветили Србима спаљивањем моштију Светог Саве. Иако се завршио неуспехом, устанак је био један од највећих народних покрета у српској историји.
- Српска патријаршија у 16. и 17. веку
- Банат у другој половини 16. века
- Српски устанак у Банату (1594)
- Темишварски пашалук средином 17. века

### Хабсбуршка управа
Пошто је Хабзбуршка монархија избацила Турке из Баната, војно их поразивши, успостављен је Пожаревачки мир (1718. године), према којем Банат постаје посед Хабсбуршке монархије. Банат је тада уређен као посебна војничка провинција под именом Тамишког Баната, те је подељен на 11 округа. 1751. године, Марија Терезија изузима 8 (северних) округа из надлежности војних власти, те уводи цивилну администрацију, док је од остала 3 (јужна) округа, касније (1768—1773. године) успоставила банатску војну границу. Покрајина Тамишки Банат је укинута 1778. године. а њена територија је прикључена Краљевини Угарској (у то време хабзбуршкој провинцији). Јужни делови Баната остају у саставу војне границе све до њеног укидања 1873. године.
После развојачења поморишке и потиске границе, многи Срби са тих простора су се преселили у Банат и насељени су у места поред Тисе. Приликом стварања банатске војне границе, у њен састав нису ушли северни делови данашњег Баната, а Срби су због тога били незадовољни. Да би стишала незадовољство Срба, који нису ушли у састав границе формирала је Марија Терезија 1774. године Великокикиндски привилеговани диштрикт са седиштем у Великој Кикинди, а диштрикт се састојао од 10 општина: Велика Кикинда, Башаид, Карлово, Кумане, Караш, Обилићево (Јосефово), Српски Крстур, Врањево, Меленци и Мокрин. Овај диштрикт је постојао све до 1876. године. У то доба у Банату се већ спроводила снажна колонизација Немаца. Поред Немаца, на подручје Баната се, затим, досељавају и Мађари, Словаци, Хрвати и други. Због међусобног мешања Срба и Румуна, простори средњег Баната, који су до тада били мешовитог српско-румунског карактера, добијају претежан румунски карактер.
- Банат од 1699. до 1716. године
- Тамишки Банат и војна граница, 1751—1778. године
- Великокикиндски дистрикт и делови војне границе, 18-19. век

Управо у Банату, Срби су 1790. године одржали знаменити Темишварски сабор на којем су између осталог захтевали територијалну самоуправу у овој области. За време аустријске управе, Срби са подручја Војводине и Баната су остварили црквену самосталност у оквиру Карловачке митрополије, која је 1848. године уздигнута у ранг патријаршије. Јурисдикција митрополије је захватала подручје од Јадранског мора до Буковине и од Дунава и Саве до Горње Угарске, а карловачки митрополит је имао црквену власт над православним Србима, Румунима, Грцима и Цинцарима, који су живели у границама Хабсбуршке монархије.
- Организација војне крајине у Банату
- Банат као српска аутономна област, захтев Темишварског сабора (1790)
- Српска Војводина, 1848—1849. године

Током 1848—1849. године, западни део Баната био је у саставу Српске Војводине, а градови Велики Бечкерек и Темишвар су једно време служили као престонице Српске Војводине.
У новембру 1849. године, створена је нова аустријска покрајина „Војводство Србија и Тамишки Банат“, која је, поред делова Бачке и Срема, заузимала и већи део Баната (изузимајући војну границу). Главни град те покрајине је био Темишвар. Потом је почетком 1850. године донета одлука о укључивању дотадашње Банатске војне крајине у састав проширене Банатско-српске војне крајине, са момандним седиштем у Темишвару. Када је 1860. године укинуто „Војводство Србија и Тамишки Банат“, цивилни део Баната потпао је под непосредну угарску власт, а када је 1873. године развојачена и војна граница, жупанијска управа је протегнута и на банатско Подунавље. Потом је 1876. године престао да постоји Великокикиндски привилеговани дистрикт, те се читав Банат нашао у саставу три жупаније: Торонталске, Тамишке и Крашовске. Након Аустроугарске нагодбе (1867), угарске власти су снажније подстицале додељавање Мађара у Банат.
- Војводство Србија и Тамишки Банат 1849—1860. године
- Окрузи Војводства Србије и Тамишког Баната (1849–1852).
- Окрузи Војводства Србије и Тамишког Баната (1853–1861).
- Угарске жупаније у Банату, 1881—1882. године

### Јужнословенске државе
После пропасти Аустроугарске, у Банату је 31. октобра 1918. године проглашена краткотрајна Банатска република (трајала је неколико дана) са седиштем у Темишвару. Овом акцијом су руководили локални Немци и Мађари, а република је расформирана када је, почетком новембра 1918. године, српска војска посела територију Баната. После потписивања Београдског примирја и успоставе демаркационе линије, српска војска је контролисала већи део Баната, који се 25. новембра 1918. године, као део покрајине назване Банат, Бачка и Барања уједињује са Краљевином Србијом, а затим 1. децембра 1918. године постаје део Краљевства Срба, Хрвата и Словенаца, касније познатог као Краљевина Југославија. Мировним уговорима у Версају (1919. године) и Тријанону (1920. године) одређене су границе нове државе према Румунији и Мађарској. Према овим мировним уговорима, територија Баната подељена је између Краљевства СХС, Румуније и Мађарске. Касније су учињене још неке мање корекције границе Краљевства СХС према Румунији (Модош, Пардањ).
Према попису, који је спровела Краљевина СХС (31. 1. 1921), Банат је имао 9.776 km² и 582.571 становника (од тога 3.940 војника), од којих је било Срба око 240.000, Словенаца 2.139, Чеха 2.081, Словака 15.544, Русина 6, Бугара 2.277, Пољака 70, Руса 2.369, Мађара 102.104, Немаца 138.292, Јевреја 4.690, Албанаца 375, Турака 91, Румуна 72.305, и осталих око 4.000. По вероисповести је било: православних 310.846, католика 225.000, грко-католика 1.649, евангелиста 39.210, муслимана 697, других 69, без вероисповести 590.
Краљевство Срба, Хрвата и Словенаца било је у почетку подељено на округе и жупаније, а Банат је чинио једну жупанију, чији је центар био Велики Бечкерек. Од 1922. године, земља се административно делила на области, а подручје Баната припадало је следећим областима: Београдској области са седиштем у Београду (Град Београд, део Шумадије, западни део Баната и источни део Бачке) и Подунавској области са седиштем у Смедереву (део Шумадије и источни део Баната). Од 1929. године, земља је подељена на бановине (покрајине), а подручје Баната је углавном припало Дунавској бановини са седиштем у Новом Саду. Град Панчево није био у саставу Дунавске бановине, већ је припадао засебној Управи Града Београда.
После Априлског рата и војног слома Краљевине Југославије 1941. године, подручје Баната је окупирано од стране немачких трупа и, иако је формално било у саставу Недићеве Србије, фактички је представљало посебну аутономну област којом је управљала локална немачка национална мањина. Намера Немаца била је да претворе Банат у засебну државу Подунавских Шваба, повезану са Трећим рајхом. Због тога су локалне немачке власти почеле да прогоне Србе (који су били најбројнији народ у Банату), а такође и Јевреје и Роме. Током рата убијено је преко 7.500 становника Баната, а на подручју Баната су вршене и егзекуције становништва довођеног са других подручја. На месту Стратиште поред села Јабука немачке трупе су убиле око 20.000 људи, који су углавном довођени из концентрационог логора Сајмиште код Београда, а на истом месту немачке трупе су користиле и пећ за спаљивање. На стратишту је убијен и највећи број банатских Јевреја. У августу 1942. године, немачке власти су прогласиле да је Банат „judenrein“ или „очишћен од Јевреја“. Локални банатски Немци били су регрутовани у СС дивизију „Принц Еуген“, чије се седиште налазило у граду Панчеву, а ова дивизија је учествовала у операцијама немачке војске широм територије бивше Југославије, где је починила бројне злочине против цивилног становништва.
Банат је ослобођен од немачке окупације 1944. године, а од 1945. године део је Аутономне Покрајине Војводине у саставу Србије и нове социјалистичке Југославије. Мали део Баната у близини Београда (Панчевачки рит) није ушао у састав Војводине, већ постаје део такозване уже Србије.
- Банатска република, 1918. године
- Банат, Бачка и Барања, 1918. године
- Подела Баната, 1919—1923. године
- Окупација Баната, 1941—1944. године

## Демографија
Види још: Демографска историја Баната

### Српски Банат
Према попису из 2002. године, становништво српског дела Баната (изузев његовог дела који припада Београду) бројало је 616.202 становника, од чега:
- Срби = 435.577 (70,69%)
- Мађари = 62.890 (10,21%)
- Румуни = 26.932 (4,37%)
- Словаци = 17.969 (2,92%)
- Роми = 14.506 (2,35%)
- Југословени = 11.551 (1,88%)
- Македонци = 8.442 (1,37%)
- Хрвати = 3.562 (0,58%)
- Црногорци = 2.627 (0,43%)
- Чеси = 1.239 (0,20%)

У већини градова и општина српског Баната већинско становништво су Срби. Мађари чине већинско становништво у општини Чока (51,56%), а Словаци чине релативну етничку већину у етнички мешовитој општини Ковачица (41,07%). Румуни чине етничку већину у појединим насељима, а Чеси у насељу Чешко Село.

### Румунски Банат
У румунском делу Баната већинско становништво су Румуни, али у појединим општинама већину чине и други народи (по попису из 2002. године): Срби чине апсолутну већину у општинама Пожежена (52,09%) и Свињица (87,27%), а релативну већину у општини Соколовац (49,54%); Хрвати (Крашовани) чине већину у општинама Крашова (84,60%) и Лупак (93,38%); Бугари чине већину у општини Старо Бешеново (50,95%); док Украјинци чине већину у општинама Штука (63,65%) и Цопацеле (65,21%).

### Мађарски Банат
У мађарском делу Баната већинско становништво су Мађари, али је у неким селима у региону (Деска, Сириг, Сентиван) присутна и српска мањина.

## Градови

### Српски Банат
Највећа насељена места српскога дела Баната су:
- Панчево (73.401)
- Зрењанин (67.129)
- Борча (51.862)
- Кикинда (32.084)
- Вршац (31.946)
- Ковин (11.623)
- Нови Бечеј (10.967)
- Бела Црква (7.456)
- Крњача (непознат број становника - број становника исказан на попису из 2002. године за Крњачу и Палилулу заједно износи 103.261)

- Зрењанин
- Панчево
- Борча
- Кикинда
- Вршац
- Нови Бечеј
- Ковин
- Бела Црква, 1900—1910. године

##### Панчево
Панчево је трећи град у Војводини по броју становника, и први у српском делу Баната. Према коначним резултатима пописа становништва из 2022. године, у Панчеву живи 73.401 становник. Подигнуто је на плодној лесној заравни, код ушћа пловног Тамиша у Дунав. У Панчеву се налазе фабрика стакла, фабрика сијалица ("Никола Тесла"), предионица памука, индустрија свиле итд. Фабрика вештачког ђубрива је највећи произвођач азотног ђубрива на Балкану. Такође, тамо се налази и рафинерија нафте.
У насељима у околини Панчева изграђено је неколико индустријских објеката: велика скробара у Јабуци (која је после зрењанинске друга у земљи), фабрика гумарских машина у Качареву и др.

##### Зрењанин
Према попису из 2022. године у Зрењанину било је 67.129 становника. Овао је други највећи град у регији, а и привредни је центар овог дела Војводине. Развио се у важно саобраћајно средиште. Подигнут је на каналисаном Бегеју. У Зрењанину се развила индустрија шећера, зато што у околини града добро успева шећерна репа. У њему се налазе фабрике за производњу скроба, затим фабрика уља, фабрика сухомеснатих производа, фабрика за прераду коже, индустрија млечних производа, индустрија пива, индустрија пољопривредних машина, индустрија речних бродова итд.

##### Вршац
Према попису из 2022. било је 31.946 становника. Вршац је старо насеље и познати виноградски центар са фабрикама: пољопривредних (виноградарских) машина, лекова, хемијских и козметичких производа итд. Вршачке планине, које се битно разликују од осталог дела Баната, дају грађевински камен.
Близу града се налази пољопривредно добро „Вршачки виногради“, које даје познато вино. Вршац такође представља центар румунске националне мањине.

##### Кикинда
Према попису из 2022. у Кикинди је било 32.084 становника.
У околини града гаје се житарице и индустријско биље, јер је земљиште веома плодно и богато хумусом. Због обиља лековитог биља (нарочито камилице) у околини града, у Кикинди је отворена сушара.
Такође, у Кикинди постоје пољопривредни комбинат, ливница гвожђа и темпера, фабрика пећи и штедњака итд. Код Кикинде се налази једна од највећих циглана и црепана. Такође, у овом месту постоје бројне нафтне бушотине.

### Румунски Банат
Највећи градови румунског дела Баната су (број становника исказан према процени из 2009. године): 
- Темишвар (286.000)
- Решица (88.000)
- Лугош (46.000)
- Карансебеш (29.000)
- Бокша (17.000)
- Молдава Ноуа (14.000)
- Оравица (13.000)
- Санниколау Маре (13.000)
- Оршава (13.000)
- Оцелу Рошу (12.000)
- Жомбољ (12.000)
- Липова (11.000)
- Нови Арад (кварт града Арада, непознат број становника)

### Мађарски Банат
Једино значајно урбано насеље у мађарском делу Баната је Ујсегед ("Нови Сегедин"), кварт града Сегедина.

## Привреда
Некада је Банат био веома мочваран, а када је исушен, постао је једно од најплоднијих земљишта у Европи. Као и суседна Бачка, Банат је, осим нешто на истоку, раван, али без шума и руда. Становништво се бави у огромној већини ратарством, те се производе све врсте жита, нарочито пшеница и кукуруз. Знатна је и култура дувана и шећерне репе. Виноградарство је развијено код Вршца и Беле Цркве. Сточарство је такође врло важно, али не у оној мери као пре, када је било главно занимање становништва. Трговина је знатна, нарочито са житом и стоком. Индустрија је лепо развијена у градовима. Знатна је млинска, а и остала индустрија, као циглане, шећерна, пиварска, камена, кожна, дрвна, текстилна, керамичка и др.
Највећи град у српском Банату је Зрењанин, који је шести по величини град у Србији (по попису из 2002). Поред Зрењанина административни и културни центри Баната су Панчево, Вршац и Кикинда. Тренутно најразвијенија привреда је у Вршцу. У Банату се налазе и најбогатија налазишта нафте и земног гаса у Србији.
По вредности своје земље и положају између две пловне реке, усред богатих региона, близу Београда, са врло културним становништвом, богатом индустријом и врло знатном трговином, Банат, као регион, заузима видно место у Србији и Војводини.

##### Сточарство
У Банату има доста пашњака, па је пашњачки начин сточарења добро развијен. На пространим пашњацима око Чоке могу се видети велика стада говеда и оваца. Шталско сточарство све више замењује пашњачко сточарство у рејонима где су пашњаци разорани и где је извршена комасација.
Гајење коња је у тесној вези са земљорадњом, а и живинарство је веома развијено. Такође, на пешчари је добро развијено и пчеларство.

## Симболи
Традиционални симбол Баната је лав, који се данас налази на грбу Војводине и грбу Румуније.